# ESL One Cologne 2015
ESL One Cologne 2015 (Electronic Sports League One Cologne 2015) – mistrzowski turniej w Counter-Strike: Global Offensive zorganizowany przez ESL w Kolonii w dniach 14-18 sierpnia z pulą nagród wynoszącą 250 000 USD. 
Turniej w Kolonii był pierwszym, na którym zawodnicy zostali poddani testom narkotykowym – wszystkie wyniki były negatywne. Rozgrywki łącznie śledziło 27 milionów osób, z kolei finał obejrzało 1,3 miliona widzów. Tytuł mistrzowski obroniła drużyna Fnatic, a najlepszym zawodnikiem został ogłoszony Robin "flusha" Rönnquist.

## Drużyny
Na turniej bezpośrednio zaproszonych zostało osiem zespołów posiadających status Legendy z poprzedniego majora. Kolejne osiem wolnych miejsc przyznanych było najlepszym drużynom z kwalifikacji. Cztery miejsca przydzielono europejskim drużynom, a po dwa miejsca ekipom z Azji oraz Ameryki Północnej.
| Legendy - Fnatic - Luminosity Gaming - mousesports - Natus Vincere - Ninjas in Pyjamas - Team EnVyUs - Team SoloMid - Virtus.pro | Drużyny zakwalifikowane - Cloud9 - Counter Logic Gaming - Flipsid3 Tactics - Renegades - Team eBettle - Team Immunity - Team Kinguin - Titan |

1. ↑  Luminosity Gaming zyskało miejsce na turnieju po pozyskaniu składu Keyd Stars
2. ↑  mousesports zajęło miejsce PENTA Sports po podpisaniu kontaktów z nex, Denis i Spiidi

## Format rozgrywek
Podczas ESL One Cologne 2015 doszło do zmian w fazie grupowej, jednak nadal korzystano z formatu GSL, a mecze rozgrywano w systemie BO1. W pierwszej fazie grupowej najlepsza drużyna grała mecz z najgorszą drużyna, natomiast w drugim meczu mierzyły się drużyny rozstawione jako 2 i 3. Następnie zwycięskie drużyny rozgrywały mecz, gdzie stawką było rozstawienie i awans do ćwierćfinału. Pod koniec pierwszego dnia grupy zostały ponownie rozlosowane w taki sposób, by żadna z drużyn nie mogła zmierzyć się z inną, z którą już miała szansę zagrać aż do wielkiego finału. Drugiego dnia dokończono fazę grupową. Rozegrano mecze przegranych oraz mecze decydujące o wyjściu z grupy z drugiego miejsca.
W fazie play-off zagrało 8 najlepszych zespołów, gdzie zwycięzcy grup było rozstawieni. Wszystkie mecze rozegrano w systemie pojedynczej eliminacji w formule BO3.

### Pula map
Pula map składała się z 7 map, na których można było rozgrywać mecze. W fazie grupowej drużyny banowały na przemian po dwie mapy, a system spośród trzech pozostałych losował jedną mapę, na której rozgrywano mecz, natomiast w fazie pucharowej najpierw banowano po jednej mapie, dalej wybierano po jednej na której drużyny chciały grać, a na końcu system spośród trzech pozostałych losował mapę decydującą. Jedyną zmianą wśród map była wymiana mapy nuke na train, a dostępnymi mapami były:
- Cache
- Cobblestone
- Dust II
- Inferno
- Mirage
- Overpass
- Train

## Pierwsza faza grupowa

### Legenda
|  | Drużyna automatycznie awansowała do play-offów               |
|  | Drużyna awansowała do drugiej fazy grupowej z rozstawieniem  |
|  | Drużyna awansowała do drugiej fazy grupowej bez rozstawienia |

### Grupa A
| Poz.             | Drużyna              | W | P | WR | PR | RR  | Pkt. |
| ---------------- | -------------------- | - | - | -- | -- | --- | ---- |
| 1                | Team SoloMid         | 2 | 0 | 32 | 14 | +18 | 6    |
| 2                | Ninjas in Pyjamas    | 1 | 1 | 19 | 28 | -10 | 3    |
| 3                | Counter Logic Gaming | 0 | 1 | 13 | 16 | -3  | 0    |
| 4                | Renegades            | 0 | 1 | 11 | 16 | -5  | 0    |
| Źródło: hltv.org |                      |   |   |    |    |     |      |

| Drużyna           | Wynik | Mapa    | Wynik | Drużyna              |
| ----------------- | ----- | ------- | ----- | -------------------- |
| Ninjas in Pyjamas | 16    | Dust II | 13    | Counter Logic Gaming |
| Team SoloMid      | 16    | Train   | 11    | Renegades            |
| Ninjas in Pyjamas | 3     | Cache   | 16    | Team SoloMid         |

### Grupa B
| Poz.             | Drużyna           | W | P | WR | PR | RR  | Pkt. |
| ---------------- | ----------------- | - | - | -- | -- | --- | ---- |
| 1                | Team EnVyUs       | 2 | 0 | 35 | 16 | +9  | 6    |
| 2                | Luminosity Gaming | 1 | 1 | 32 | 25 | +7  | 3    |
| 3                | Team Kinguin      | 0 | 1 | 6  | 16 | -10 | 0    |
| 4                | FlipSid3 Tactics  | 0 | 1 | 3  | 16 | -13 | 0    |
| Źródło: hltv.org |                   |   |   |    |    |     |      |

| Drużyna           | Wynik | Mapa        | Wynik | Drużyna           |
| ----------------- | ----- | ----------- | ----- | ----------------- |
| Team EnVyUs       | 16    | Inferno     | 3     | FlipSid3 Tactics  |
| Luminosity Gaming | 16    | Overpass    | 6     | Team Kinguin      |
| Team EnVyUs       | 19    | Cobblestone | 16    | Luminosity Gaming |

### Grupa C
| Poz.             | Drużyna       | W | P | WR | PR | RR  | Pkt. |
| ---------------- | ------------- | - | - | -- | -- | --- | ---- |
| 1                | Fnatic        | 2 | 0 | 32 | 4  | +28 | 6    |
| 2                | Natus Vincere | 1 | 1 | 21 | 33 | -12 | 3    |
| 3                | Titan         | 0 | 1 | 17 | 19 | -2  | 0    |
| 4                | Team eBettle  | 0 | 1 | 2  | 16 | -14 | 0    |
| Źródło: hltv.org |               |   |   |    |    |     |      |

| Drużyna       | Wynik | Mapa     | Wynik | Drużyna       |
| ------------- | ----- | -------- | ----- | ------------- |
| Fnatic        | 16    | Mirage   | 2     | Team eBettle  |
| Natus Vincere | 19    | Overpass | 17    | Titan         |
| Fnatic        | 16    | Inferno  | 2     | Natus Vincere |

### Grupa D
| Poz.             | Drużyna       | W | P | WR | PR | RR  | Pkt. |
| ---------------- | ------------- | - | - | -- | -- | --- | ---- |
| 1                | Virtus.pro    | 2 | 0 | 32 | 16 | +16 | 6    |
| 2                | Cloud9        | 1 | 1 | 24 | 26 | -2  | 3    |
| 3                | mousesports   | 0 | 1 | 10 | 16 | -6  | 0    |
| 4                | Team Immunity | 0 | 1 | 8  | 16 | -8  | 0    |
| Źródło: hltv.org |               |   |   |    |    |     |      |

| Drużyna     | Wynik | Mapa        | Wynik | Drużyna       |
| ----------- | ----- | ----------- | ----- | ------------- |
| Virtus.pro  | 16    | Cobblestone | 8     | Team Immunity |
| mousesports | 10    | Overpass    | 16    | Cloud9        |
| Virtus.pro  | 16    | Cobblestone | 8     | Cloud9        |

## Druga faza grupowa

### Grupa E
| Poz.             | Drużyna              | W | P | WR | PR | RR | Pkt. |
| ---------------- | -------------------- | - | - | -- | -- | -- | ---- |
| 1                | Natus Vincere        | 1 | 0 | 16 | 14 | +2 | 3    |
| 2                | Counter Logic Gaming | 1 | 1 | 30 | 30 | +0 | 3    |
| 3                | Team eBettle         | 0 | 1 | 14 | 16 | -2 | 0    |
| Źródło: hltv.org |                      |   |   |    |    |    |      |

| Drużyna              | Wynik | Mapa        | Wynik | Drużyna              |
| -------------------- | ----- | ----------- | ----- | -------------------- |
| Counter Logic Gaming | 16    | Mirage      | 14    | Team eBettle         |
| Natus Vincere        | 16    | Cobblestone | 14    | Counter Logic Gaming |

### Grupa F
| Poz.             | Drużyna       | W | P | WR | PR | RR | Pkt. |
| ---------------- | ------------- | - | - | -- | -- | -- | ---- |
| 1                | Team Kinguin  | 2 | 0 | 32 | 26 | +6 | 6    |
| 2                | Cloud9        | 0 | 1 | 13 | 16 | -6 | 0    |
| 3                | Team Immunity | 0 | 1 | 13 | 16 | -3 | 0    |
| Źródło: hltv.org |               |   |   |    |    |    |      |

| Drużyna      | Wynik | Mapa    | Wynik | Drużyna       |
| ------------ | ----- | ------- | ----- | ------------- |
| Team Kinguin | 16    | Dust II | 13    | Team Immunity |
| Cloud9       | 13    | Dust II | 16    | Team Kinguin  |

### Grupa G
| Poz.             | Drużyna           | W | P | WR | PR | RR  | Pkt. |
| ---------------- | ----------------- | - | - | -- | -- | --- | ---- |
| 1                | Ninjas in Pyjamas | 1 | 0 | 16 | 5  | +11 | 3    |
| 2                | Renegades         | 1 | 1 | 21 | 25 | -4  | 3    |
| 3                | Titan             | 0 | 1 | 9  | 16 | -3  | 0    |
| Źródło: hltv.org |                   |   |   |    |    |     |      |

| Drużyna           | Wynik | Mapa    | Wynik | Drużyna   |
| ----------------- | ----- | ------- | ----- | --------- |
| Titan             | 9     | Mirage  | 16    | Renegades |
| Ninjas im Pyjamas | 16    | Inferno | 5     | Renegades |

### Grupa H
| Poz.             | Drużyna           | W | P | WR | PR | RR | Pkt. |
| ---------------- | ----------------- | - | - | -- | -- | -- | ---- |
| 1                | Luminosity Gaming | 1 | 0 | 22 | 18 | +4 | 3    |
| 2                | FlipSid3 Tactics  | 1 | 1 | 34 | 36 | -2 | 3    |
| 3                | mousesports       | 0 | 1 | 14 | 16 | -2 | 0    |
| Źródło: hltv.org |                   |   |   |    |    |    |      |

| Drużyna           | Wynik | Mapa        | Wynik | Drużyna          |
| ----------------- | ----- | ----------- | ----- | ---------------- |
| mousesports       | 14    | Cobblestone | 16    | FlipSid3 Tactics |
| Luminosity Gaming | 22    | Cobblestone | 18    | FlipSid3 Tactics |

## Faza pucharowa

### Drabinka
|  | Ćwierćfinały      | Ćwierćfinały      | Ćwierćfinały |              |             | Półfinały   | Półfinały | Półfinały |  |  | Finał | Finał | Finał |  |
|  |                   |                   |              |              |             |             |           |           |  |  |       |       |       |  |
|  | Team EnVyUs       | Team EnVyUs       | 2            |              |             |             |           |           |  |  |       |       |       |  |
|  | Team EnVyUs       | Team EnVyUs       | 2            |              |             |             |           |           |  |  |       |       |       |  |
|  | Natus Vincere     | Natus Vincere     | 0            |              |             |             |           |           |  |  |       |       |       |  |
|  | Natus Vincere     | Natus Vincere     | 0            |              | Team EnVyUs | Team EnVyUs | 2         |           |  |  |       |       |       |  |
|  |                   |                   |              |              | Team EnVyUs | Team EnVyUs | 2         |           |  |  |       |       |       |  |
|  |                   |                   | Team SoloMid | Team SoloMid | 1           |             |           |           |  |  |       |       |       |  |
|  | Team SoloMid      | Team SoloMid      | Team SoloMid | Team SoloMid | 1           | 2           |           |           |  |  |       |       |       |  |
|  | Team SoloMid      | Team SoloMid      |              |              |             |             |           |           |  |  |       |       |       |  |
|  | Team Kinguin      | Team Kinguin      | 0            |              |             |             |           |           |  |  |       |       |       |  |
|  | Team Kinguin      | Team Kinguin      | 0            |              | Team EnVyUs | Team EnVyUs | 0         |           |  |  |       |       |       |  |
|  |                   |                   |              |              |             |             |           |           |  |  |       |       |       |  |
|  |                   |                   | Fnatic       | Fnatic       | 2           |             |           |           |  |  |       |       |       |  |
|  | Virtus.pro        | Virtus.pro        | Fnatic       | Fnatic       | 2           | 2           |           |           |  |  |       |       |       |  |
|  | Virtus.pro        | Virtus.pro        |              |              |             |             |           |           |  |  |       |       |       |  |
|  | Ninjas in Pyjamas | Ninjas in Pyjamas | 0            |              |             |             |           |           |  |  |       |       |       |  |
|  | Ninjas in Pyjamas | Ninjas in Pyjamas | 0            |              | Virtus.pro  | Virtus.pro  | 1         |           |  |  |       |       |       |  |
|  |                   |                   |              |              | Virtus.pro  | Virtus.pro  | 1         |           |  |  |       |       |       |  |
|  |                   |                   | Fnatic       | Fnatic       | 2           |             |           |           |  |  |       |       |       |  |
|  | Fnatic            | Fnatic            | Fnatic       | Fnatic       | 2           | 2           |           |           |  |  |       |       |       |  |
|  | Fnatic            | Fnatic            |              |              |             |             |           |           |  |  |       |       |       |  |
|  | Luminosity Gaming | Luminosity Gaming | 0            |              |             |             |           |           |  |  |       |       |       |  |

Źródło: hltv.org

### Ćwierćfinały
| Drużyna      | Wynik | Mapa     | Wynik | Drużyna           |
| ------------ | ----- | -------- | ----- | ----------------- |
| Team EnVyUs  | 16    | Inferno  | 13    | Natus Vincere     |
| Team EnVyUs  | 16    | Mirage   | 10    | Natus Vincere     |
| Team EnVyUs  | -     | Dust II  | -     | Natus Vincere     |
| Team SoloMid | 16    | Dust II  | 6     | Team Kinguin      |
| Team SoloMid | 16    | Overpass | 8     | Team Kinguin      |
| Team SoloMid | -     | Inferno  | -     | Team Kinguin      |
| Virtus.pro   | 16    | Train    | 14    | Ninjas in Pyjamas |
| Virtus.pro   | 16    | Inferno  | 5     | Ninjas in Pyjamas |
| Virtus.pro   | -     | Cache    | -     | Ninjas in Pyjamas |
| Fnatic       | 16    | Train    | 5     | Luminosity Gaming |
| Fnatic       | 16    | Mirage   | 14    | Luminosity Gaming |
| Fnatic       | -     | Cache    | -     | Luminosity Gaming |

### Półfinały
| Drużyna     | Wynik | Mapa        | Wynik | Drużyna      |
| ----------- | ----- | ----------- | ----- | ------------ |
| Team EnVyUs | 16    | Cache       | 12    | Team SoloMid |
| Team EnVyUs | 8     | Dust II     | 16    | Team SoloMid |
| Team EnVyUs | 16    | Inferno     | 9     | Team SoloMid |
| Virtus.pro  | 16    | Mirage      | 6     | Fnatic       |
| Virtus.pro  | 14    | Inferno     | 16    | Fnatic       |
| Virtus.pro  | 7     | Cobblestone | 16    | Fnatic       |

### Finał
| Drużyna     | Wynik | Mapa        | Wynik | Drużyna |
| ----------- | ----- | ----------- | ----- | ------- |
| Team EnVyUs | 15    | Dust II     | 19    | Fnatic  |
| Team EnVyUs | 7     | Cobblestone | 16    | Fnatic  |
| Team EnVyUs | -     | Inferno     | -     | Fnatic  |

## Ranking końcowy
| Miejsce          | Drużyna              | Nagroda  | Skład                                          | Trener |
| ---------------- | -------------------- | -------- | ---------------------------------------------- | ------ |
| 1.               | Fnatic               | $100,000 | JW, flusha, KRiMZ, olofmeister, pronax         | vuggo  |
| 2.               | Team EnVyUs          | $50,000  | apEX, Happy, kennyS, kioShiMa, NBK             |        |
| 3.–4.            | Team SoloMid         | $22,000  | cajunb, dev1ce, dupreeh, karrigan, Xyp9x       | 3k2    |
| 3.–4.            | Virtus.pro           | $22,000  | byali, NEO, pashaBiceps, Snax, TaZ             | kuben  |
| 5.–8.            | Luminosity Gaming    | $10,000  | boltz, coldzera, Fallen, fer, steel            | nak    |
| 5.–8.            | Natus Vincere        | $10,000  | Guardian Edward, flamie, seized Zeus           | starix |
| 5.–8.            | Ninjas in Pyjamas    | $10,000  | f0rest, GeT RiGhT, Xizt, friberg, allu         | natu   |
| 5.–8.            | Team Kinguin         | $10,000  | dennis, fox, Maikelele, rain, ScreaM           | LEGIJA |
| 9.–12.           | Cloud9               | $2,000   | fREAKAZOiD, n0thing, sgares, shroud, Skadoodle |        |
| 9.–12.           | Counter Logic Gaming | $2,000   | FNS, hazed, jdm64, reltuC, tarik               |        |
| 9.–12.           | FlipSid3 Tactics     | $2,000   | B1ad3, bondik, DavCost , markeloff, WorldEdit  | Johnta |
| 9.–12.           | Renegades            | $2,000   | AZR, Havoc, jks, SPUNJ, yam                    |        |
| 13.–16.          | mousesports          | $2,000   | chrisJ, Denis, gob b, nex, Spiidi              |        |
| 13.–16.          | Team eBettle         | $2,000   | Furlan, GruBy, Hyper, peet, rallen             |        |
| 13.–16.          | Team Immunity        | $2,000   | emagine, James, Rickeh, SnypeR, USTILO         |        |
| 13.–16.          | Titan                | $2,000   | Ex6TenZ, Maniac, Rpk, shox, SmithZz            |        |
| Źródło: hltv.org |                      |          |                                                |        |